# Heteropoda bimaculata
Heteropoda bimaculata là một loài nhện trong họ Sparassidae.
Loài này thuộc chi Heteropoda. Heteropoda bimaculata được Tord Tamerlan Teodor Thorell miêu tả năm 1878.